# گرگر، قبوستان
گرگر (به لاتین: Gyurgyur) یک منطقهٔ مسکونی در جمهوری آذربایجان است که در شهرستان قبوستان واقع شده‌است.